# Kochstraße (Berlin)
Die Kochstraße im Berliner Ortsteil Kreuzberg führt geradlinig von West nach Ost und verbindet die Wilhelmstraße mit der Friedrichstraße. An der Kreuzung zur Friedrichstraße befindet sich der U-Bahnhof Kochstraße.

## Benennung
Die Straße ist seit 1734 nach dem Berliner Bäckermeister und Kommunalpolitiker Johann Jacob Koch benannt, der die Grundstücke, die zur lange geplanten Anlage der Straße nötig waren, unentgeltlich an die Stadt abtrat. Ursprünglich verlief sie über die Friedrichstraße hinaus bis zur Kreuzung mit der heutigen Axel-Springer-Straße und der Lindenstraße. Dieses Stück der Kochstraße wurde nach langer Diskussion in der Bevölkerung im Jahr 2008 als politisches Symbol nach Rudi Dutschke, dem Wortführer der westdeutschen und West-Berliner Studentenbewegung der 1960er Jahre, in Rudi-Dutschke-Straße umbenannt.

## Geschichte
Am westlichen Teil der Kochstraße befanden sich das Friedrich-Wilhelms-Gymnasium sowie das Kaiser-Wilhelm-Realgymnasium und die Elisabeth-Schule.
Am 15. Mai 1882 wurden die ersten elektrischen Straßenleuchten in der Kochstraße in Betrieb genommen, was mit der umfassenden Einführung der Elektrizität in der Stadt zusammenhing (Straßenbahn, Fernsprecher, Stadtbahn). Es handelte sich um die allererste Straßenbeleuchtung mit elektrischen Glühlampen in ganz Europa. Zuvor gab es eine Erprobungsphase in der damaligen Kaisergalerie.
Der östliche Teil der Kochstraße war seit Ende des 19. Jahrhunderts Sitz mehrerer Zeitungsverlage; die Kochstraße entwickelte sich dadurch zum Zentrum des Berliner Zeitungsviertels, ähnlich der Londoner Fleet Street. 1919 war das Zeitungsviertel um die Kochstraße Schauplatz des linken Spartakusaufstandes.
Am östlichen Ende der damaligen Kochstraße stand die Jerusalemkirche. Die Kirche existierte als Kapelle bereits im 15. Jahrhundert und wurde mehrmals umgebaut und erweitert. Im Zweiten Weltkrieg wurde die Kirche schwer beschädigt, die Überreste wurden 1961 gesprengt.
In unmittelbarer Nähe der Kreuzung mit der Friedrichstraße befand sich bis zur Wende im Jahr 1990 der „Checkpoint Charlie“ genannte Grenzübergang nach Ost-Berlin für Militärpersonal der Vier Mächte und ausländische Diplomaten. Vor dem Zweiten Weltkrieg befand sich an der Straßenecke Kochstraße/Friedrichstraße das Café Friedrichshof.
Erstmals in Berlin wurde im Jahr 2000 die Kreuzung Koch-/Friedrichstraße mit der Ampelschaltung Rundum-Grün ausgestattet. Damit sollen die Fußgängerströme sicherer über diese belebte Straßenkreuzung geleitet werden.